# Argalifår
Argalifåret (Ovis ammon) er et vildt får, der er lever i det centrale Asien, bl.a. i Himalaya, Tibet og Altaj. Argalifåret er det største af vildfårene.

## Beskrivelse
Hannen har en skulderhøjde på 106 til 135 cm og en længde på 177 til 200 cm. Vægten for hanner ligger undtagelsvis op til 216 kg. Hunnen er betydeligt mindre. Argalien har en hale på op til 17 cm. Hanner har to store spiralsnoede horn med spidser, der peger ud til siden. Hanner af den store underart O. a. polii på mere end fem år har to horn på 89-164 cm (målt på 126 individer). Hunner har også horn, men de er normalt under 50 cm.
Pelsens farve varierer. Om vinteren er grundfarven brun med mørkebrune, rødbrune eller beigefarvede nuancer. Om sommeren bliver pelsen rødlig. En sort stribe går fra nakken til midt på ryggen og er kun synlig om sommeren. Der kan forekomme en mørk stribe mellem den lyse bug og de mørkere sider. Bagenden og halen er hvid. Der kan hos nogle underarter være hvide aftegn på ryggen, halsen og snuden.

## Udbredelse
Fåret er udbredt i flere af Centralasiens bjergkæder fra Altaj og det sydlige Sibirien over Mongoliet, Tibet og Tian Shan-bjergene til Nepal og Pamir-området.